# گربه‌ها (فیلم ۱۹۶۵)
گربه‌ها (سوئدی: Kattorna) فیلمی به کارگردانی هنینگ کارلسن است که در سال ۱۹۶۵ منتشر شد.